# Медаль ордена великого князя литовского Гядиминаса
Меда́ль о́рдена Великого князя Литовского Гядими́наса (лит. Lietuvos didžiojo kunigaikščio Gedimino ordino medalis) — государственная награда Литовской Республики.

## История
Медаль ордена Гедимина была учреждена в 1930 году для служащих нижестоящих государственных и муниципальных учреждений и имела три степени. Автором проекта медали стал художник-график Йонас Бурачас. Медали всех степеней были изготовлены из бронзы, при этом медаль второй степени была покрыта серебром, а первой — золотом. За 1930-е — 1940-е годы медалями всех степеней были награждены 3352 человека.
В 1995 году медаль была восстановлена. С 1995 по 2002 год ей были награждены 409 человек.
В 2002 три степени медали были заменены одной, также был изменён её внешний вид. Авторами новой медали выступили Нериюс Трейнис (лит. Nerijus Treinys) и Антанас Вайчекаускас (лит. Antanas Vaičekauskas). Медали стали изготовливать из серебра и нумеровать. За период с 2003 по 2021 год новой медалью награждено 703 человека.
В настоящее время, медаль изготавливается на литовском монетном дворе в Вильнюсе. Ленты литовских наград производятся в Копенгагене датской фирмой «Mørch & Søn’s».

## Положение о награде
34 статья. Медаль ордена Великого князя Литовского Гядиминаса
1. Медалью ордена Великого князя Литовского Гядиминаса награждаются лица, усердно и добросовестно исполняющие государственные и общественные обязанности.
Оригинальный текст (лит.)34 straipsnis. Lietuvos didžiojo kunigaikščio Gedimino ordino medalis
1. Lietuvos didžiojo kunigaikščio Gedimino ordino medaliu apdovanojami asmenys, uoliai ir sąžiningai atliekantys valstybines ir visuomenines pareigas.

## Описание
2. Медаль ордена Великого князя Литовского Гядиминаса изготавливается из серебра и имеет 36 мм в диаметре. На лицевой стороне медали изображается знак ордена Великого князя Литовского Гядиминаса, на оборотной стороне — литовская княжеская корона, надпись «Великий князь литовский Гядиминас» и годы его правления «1316—1341». Медаль крепится к ленте ордена Великого князя Литовского Гядиминаса, которая имеет ширину 32 мм.
Оригинальный текст (лит.)2. Lietuvos didžiojo kunigaikščio Gedimino ordino medalis – sidabrinis, 36 mm skersmens. Priekinėje medalio pusėje – Lietuvos didžiojo kunigaikščio Gedimino ordino ženklas, kitoje pusėje – įrašas „Lietuvos didysis kunigaikštis Gediminas“ bei jo valdymo metai „1316–1341“. Medalis tvirtinamas prie 32 mm pločio Lietuvos didžiojo kunigaikščio Gedimino ordino kaspinėlio.

| Лицевая сторона                                            | Оборотная сторона                                                                                                   |
| ---------------------------------------------------------- | --- |
| Лента ордена Великого князя Литовского Гядиминаса          | |
| Лицевая сторона медали                                     | Оборотная сторона медали                                                                                            |
| Изображён знак ордена Великого князя Литовского Гядиминаса | Изображена литовская княжеская корона, надпись «Великий князь литовский Гядиминас» и годы его правления «1316—1341» |